# 88-мм зенитная пушка FlaK 41
8,8 cm FlaK 41 (нем. 8,8-cm-Flugabwehrkanone 41, буквально 8,8-см зенитная пушка образца 41) — германское 88-миллиметровое зенитное орудие. В 1939 году объявили конкурс на создание новой зенитки с улучшенными баллистическими характеристиками. Первый образец появился в 1941 году. В течение Второй мировой войны пушка Flak 41 производилась в малых количествах, в войска поступала небольшими партиями, использовалась в качестве зенитной пушки.

## Создание
В 1939 г. фирма «Рейнметалл-Борзиг» получила контракт на создание новой пушки с улучшенными баллистическими характеристиками. Сначала пушка называлась Gerät 37 («устройство 37»). Это название было заменено в 1941 г. на 8,8-cm Flak 41, когда был изготовлен первый опытный образец пушки. Первые серийные образцы (44 штуки) были направлены в Африканский Корпус в августе 1942 г., причём половина их была потоплена в Средиземном море вместе с немецким транспортом. Испытания оставшихся образцов выявили ряд сложных конструктивных недостатков.
Лишь с 1943 г. эти пушки стали поступать в войска ПВО Рейха. В январе 1943 года Болгария закупила у Германии 100 зенитных орудий FlaK 41, которые она использовала в боевых действиях по противовоздушной обороне болгарской армии против бомбардировок англо-американской авиации над Болгарией в период 1943-1944 годов,и благодаря этим пушкам болгары одержали ряд побед над англо-американцами, сбив сотни американских и британских самолетов.Позже, в 1944-1945 годах, когда Болгария объявила войну нацистской Германии и воевала на фронте вместе с Советской Армией против немцев, болгарская армия использовала эти пушки как для противовоздушной обороны против немецких Люфтваффе, так и в качестве оружия для борьбы с болгарскими сухопутными войсками против Вермахта.
Новая пушка имела скорострельность 22-25 выстрелов в минуту, а начальная скорость осколочного снаряда достигала 1000 м/с. Пушка имела лафет шарнирного типа с четырьмя расположенными крестообразными станинами. Конструкция лафета обеспечивала ведение огня при угле подъёма до 90 градусов. В горизонтальной плоскости был возможен круговой обстрел. Пушка образца 1941 года имела бронированный щит для защиты от осколков и пуль. Ствол пушки длиной 6,54 метров состоял из кожуха, трубы и казённика. Автоматический затвор был снабжён гидропневматическим досылателем, позволившим повысить скорострельность пушки и облегчить работу расчёта. Для пушек Flak 41 был увеличен пороховой заряд до 5,5 кг (2,9 кг у Flak18), для чего у патронной гильзы пришлось увеличить длину (с 570 до 855 мм) и диаметр (со 112,2 до 123,2 мм, по фланцу). Воспламенение заряда в гильзе — электрозапальное. Всего было разработано 5 видов снарядов — 2 осколочно-фугасных с различными типами взрывателей и 3 бронебойных. Досягаемость пушки по высоте: баллистический потолок 15000 м, высота действительного огня — 10500 м.
Бронебойный снаряд массой 10 кг и начальной скоростью 980 м/с на расстоянии 100 метров пробивал броню толщиной до 194 мм, а на расстоянии одного километра — 159 мм броню, на расстоянии двух километров — около 127 мм.
Подкалиберный снаряд массой 7,5 кг и начальной скоростью 1125 м/с с расстояния 100 м пробивал броню толщиной 237 мм, с расстояния 1000 метров — 192 мм, с 2000 метров — 152 мм.
В отличие от Flak 36, механическая тяга с использованием двух одноосных тележек не обеспечивала достаточной манёвренности при транспортировке пушки FlaK 41, поэтому велись работы по установке пушки на шасси танка «Пантера», но подобная самоходная зенитная пушка так и не была создана.
Flak 41 производилась небольшими партиями — до 1945 года, на вооружении немецкой армии было только 279 единиц Flak 41.

## Варианты
- 88-мм Flak 37/41 — ввиду отсутствия Sonderanhänger 202 пушки были установлены на стандартный Sonderanhänger 201 от FlaK 37. Одно орудие было изготовлено в конце 1940, ещё 5 - в начале 1941.
- 88-мм Flak 41 — поступила в войска в 1941 году. Смонтирована на тележке Sonderanhänger 202 в стандартной комплектации. Продукт компании «Рейнметалл-Борзиг». В конце 1941 выпустили 6, 1942 - 54, 1943 - 122, 1944 - 273, и за первые три месяца 1945 - 75. Всего 530.
- 88-мм Gerät 42: — модель пушки, которая разрабатывалась «Крупп» вместе с Flak 41. В серийное производство не пошла, но стала прототипом для противотанковой пушки.
- 88-мм PaK 43 — противотанковая пушка, разработанная с 88-мм Gerät 42 производства «Круппа». Новый лафет Sonderanhänger 204. Разработчик и изготовитель в её различных вариантах — «Крупп» .
  - 88-мм PaK 43/41 — противотанковая пушка. Отличается от PaK 43 упрощённой конструкцией лафета. Масса 4,9 тонн.[4]
  - 88-мм PaK 43/1 — установлена на шасси танка Т-IV — самоходная пушка «Насхорн».[4]
  - 88-мм PaK 43/2 (изначально Stu.K. 43/1) — основная пушка истребителя танков «Элефант».
  - 88-мм PaK 43/3 и 43/4 (изначально Stu.K. 43) — основная пушка истребителя танков «Ягдпантера».
  - 88-мм KwK 43 — изменённая противотанковая пушка 88-мм PaK 43, основная пушка тяжёлого танка Тигр II («Королевский Тигр»).

## Оценка

### Сравнительные характеристики среднекалиберной зенитной артиллерии
| Сравнительные характеристики среднекалиберной зенитной артиллерии времён Второй мировой войны |            |            |            |                   |                         |                   |                                        |                       |                           |                                     |                                       |                              |                                |
| Страна                                                                                        | Модель     | Выпуск, шт | Калибр, мм | Длина ствола, клб | Начальная скорость, м/с | Масса снаряда, кг | Максимальная досягаемость по высоте, м | Дальность стрельбы, м | Темп стрельбы, выстр./мин | Углы обстрела вертикальные, градусы | Углы обстрела по горизонтали, градусы | Масса в боевом положении, кг | Масса в походном положении, кг |
| Великобритания                                                                                | QF 3.7' AA | ~10 000    | 94         | 50                | 792                     | 12,75             | 12 000                                 | 18 800                | 15-17                     | 0 +85                               | 360                                   | 9317                         | 9317                           |
| США                                                                                           | М1А1 и M2  | 7831       | 90         | 53                | 823                     | 10,61             | 11 000                                 | 17 823                | 15                        | -5 +80                              | 360                                   | 6000                         | 8618                           |
| Италия                                                                                        | 90/53      | 660        | 90         | 53                | 850                     | 10,1              | 12 000                                 | 17 400                | 20                        | -2 +85                              | 360                                   | 6240                         | 8950                           |
| Нацистская Германия                                                                           | Flak 41    | 556        | 88         | 71                | 1000                    | 9,4               | 14 700                                 | 19 800                | 20                        | -3 +89                              | 360                                   | 8000                         | 11 200                         |
| Нацистская Германия                                                                           | Flak 36    | 13 726     | 88         | 56                | 790                     | 9,2               | 10 600                                 | 14 860                | 20                        | -3 +85                              | 360                                   | 5000                         | 7400                           |
| СССР                                                                                          | 52-К       | 14 422     | 85         | 55                | 800                     | 9,2               | 10 500                                 | 15 650                | 20                        | -3 +82                              | 360                                   | 4500                         | 4500                           |
| СССР                                                                                          | 51-К       | 960        | 76         | 55                | 815                     | 6,5               | 9500                                   | 14 600                | 20                        | -3 +82                              | 360                                   | 4300                         | 4300                           |
| СССР                                                                                          | 3-К        | 3821       | 76         | 55                | 815                     | 6,5               | 9500                                   | 14 600                | 20                        | -3 +82                              | 360                                   | 3750                         | 4970                           |
| США                                                                                           | M3         | 807        | 76         | 40                | 730                     | 6,8               | 7900                                   |                       |                           | +10 +85                             | 360                                   | 5500                         | 7620                           |
| Франция                                                                                       | М-24       |            | 75         | 50                | 850                     | 5,93              | 9000                                   | 14 100                | 15-20                     | 0 +85                               | 360                                   | 2950                         |                                |
| Чехия                                                                                         | PL vz. 37  |            | 75         | 48                | 775                     | 5,5               | 9200                                   | 14 600                | 12                        | 0 +85                               | 360                                   | 2800                         | 4150                           |
| Италия                                                                                        | 75/46 C.A. | 318        | 75         | 46                | 750                     | 6,5               | 8300                                   | 13 000                | 20-25                     | -2 +89                              | 360                                   | 3380                         | 4405                           |
| Япония                                                                                        | Тип 88     | ~2000      | 75         | 44                | 720                     | 6,52              | 9100                                   | 13 800                | 15-20                     | -7 +85                              | 360                                   | 2450                         | 2740                           |